# Microiulus pentheri
Microiulus pentheri är en mångfotingart som beskrevs av Carl Graf Attems 1927. Microiulus pentheri ingår i släktet Microiulus och familjen kejsardubbelfotingar. Inga underarter finns listade i Catalogue of Life.